# Xiǎohán (période solaire)
 (janvier 2024).
Si vous disposez d'ouvrages ou d'articles de référence ou si vous connaissez des sites web de qualité traitant du thème abordé ici, merci de compléter l'article en donnant les références utiles à sa vérifiabilité et en les liant à la section « Notes et références ».
Pour les articles homonymes, voir Xiaohan.
Le xiǎohán ( 節氣 en chinois mandarin signifiant «petit froid») est l’une des vingt-quatre périodes solaires des calendriers traditionnels d’Extrême-Orient dans une version sinophone, généralement datable du 6 au 19 janvier du calendrier grégorien.